# ФК Верис Кишинев
ФК Верис Кишинев (на румънски: FC Veris Chișinău) е молдовски футболен отбор от Кишинев. Клубът е създаден през 2011 година и само за три години печели титлите в трета и втора лига, за да стигне до Молдовската национална дивизия - най-високото ниво на молдовския клубен футбол. Още в първия си сезон в елита завършва на трето място и се класира за Лига Европа.

## Успехи
- Купа на Молдова
  - Финалист (1): 2012–13
- Молдовска А дивизия
  - Шампион (1): 2012–13
- Молдовска Б дивизия
  - Шампион (1): 2011–12

## В европейските турнири
| Сезон   | Турнир      | Държ. | Клуб           | Резултат |
| ------- | ----------- | ----- | -------------- | -------- |
| 2014/15 | Лига Европа |       | Литекс (Ловеч) | 0–0, 0–3 |